# Paraliochthonius tenebrarum
Espèce
Paraliochthonius tenebrarum est une espèce de pseudoscorpions de la famille des Chthoniidae.

## Distribution
Cette espèce est endémique de Tenerife aux Îles Canaries en Espagne. Elle se rencontre dans les grottes Cuevas Negras.

## Description
La carapace du mâle holotype mesure 0,53 mm de long sur 0,48 mm.

## Publication originale
- Mahnert, 1989 : Les pseudoscorpions (Arachnida) des grottes des Iles Canaries, avec description de deux espèces nouvelles du genre Paraliochthonius Beier. Memoires de Biospeologie, vol. 16, p. 41-46.